# Anjli Mohindra
Anjli Mohindra (Nottinghamshire, 20 de febrero de 1990) es una actriz británica, más conocida por interpretar a Rani Chandra en la serie The Sarah Jane Adventures, un spin-off de la longeva serie Doctor Who.

## Biografía
Mohindra asistió a la Jesse Gray Primary School y a la West Bridgford School, y posteriormente al Nottingham Central Junior Television Workshop.
Interpretó a Rani Chandra en la serie The Sarah Jane Adventures, donde su personaje era unos años más joven que ella. Mohindra también desempeñó un pequeño papel en un episodio de la serie de televisión adolescente The Inbetweeners, y también aparece brevemente como Sophie Martin en un episodio de Law & Order: UK.

## Filmografía

### Televisión
| Año  | Título                                       | Papel         | Canal              | Notas                                              |
| ---- | -------------------------------------------- | ------------- | ------------------ | -------------------------------------------------- |
| 2006 | Doctors                                      | Gemma Fox     | BBC One            | Episodio: "Goodbye Mrs Chips"                      |
| 2006 | Coronation Street                            | Shareen       | ITV1               | 1 episodio                                         |
| 2008 | The Sarah Jane Adventures                    | Rani Chandra  | CBBC               | Todos los episodios, excepto: "The Last Sontaran". |
| 2008 | Blue Peter                                   | Ella misma    | BBC One            |                                                    |
| 2008 | TMi                                          | Ella misma    | BBC Two            |                                                    |
| 2008 | The Inbetweeners                             | Charlotte     | E4                 | Episodio: "Girlfriend"                             |
| 2009 | The Sarah Jane Adventures                    | Rani Chandra  | BBC One            | Especial                                           |
| 2009 | The Sarah Jane Adventures                    | Rani Chandra  | BBC One and BBC HD | Todos los episodios.                               |
| 2009 | Law & Order: UK                              | Sophie Martin | ITV1               | Episodio: "Love and Loss"                          |
| 2010 | Holby City                                   | Mindy Kapoor  | BBC One            | Episodio: "The Butterfly Effect: Part Two"         |
| 2010 | Sam & Mark's TMi Friday                      | Ella misma    | CBBC               |                                                    |
| 2010 | The Sarah Jane Adventures                    | Rani Chandra  | CBBC and BBC HD    | Todos los episodios.                               |
| 2010 | Sarah Jane's Alien Files                     | Rani Chandra  | CBBC               | 1 episodios                                        |
| 2011 | My Sarah Jane: A Tribute to Elisabeth Sladen | Ella misma    | CBBC               | Sin creditar                                       |
| 2011 | Beaver Falls                                 | Saima         | E4                 | 2 espidios                                         |
| 2011 | The Sarah Jane Adventures                    | Rani Chandra  | CBBC and BBC HD    | Todos los episodios                                |
| 2012 | Casualty                                     | Meera Hussein | BBC1 and BBC HD    | Episodio: "Teenage Dreams"                         |
| 2012 | The Black Scholes Conspiracy                 | Dee           |                    | Película de TV                                     |
| 2013 | Some Girls                                   | Aliya         | BBC Three          | Temporada 2                                        |
| 2018 | Bodyguard                                    | Nadia Ali     | BBC One            | 4 episodios                                        |
| 2018 | Doctor Who                                   | Reina Skithra | BBC One            | Episodio: "Nikola Tesla's Night of Terror"         |